# Saint-Martin-du-Puy (Żyronda)
Saint-Martin-du-Puy – miejscowość i gmina we Francji, w regionie Nowa Akwitania, w departamencie Żyronda.
Według danych na rok 1990 gminę zamieszkiwały 242 osoby, a gęstość zaludnienia wynosiła 27 osób/km² (wśród 2290 gmin Akwitanii Saint-Martin-du-Puy plasuje się na 936. miejscu pod względem liczby ludności, natomiast pod względem powierzchni na miejscu 1138.).